# Borilačka igra
Borilačka igra je žanr videoigre gdje igrač kontrolira lika na zaslonu i sudjeluje u bliskoj borbi s protivnikom. Ti likovi imaju tendenciju da budu jednake snage, te da se bore u tučnjavama koje se sastoje od nekoliko rundi na raznim terenima. Igrači moraju savladati tehnike kao što su blokade, protunapadi i više spojenih udaraca kojima se dobiva combo. Od ranih 1990-ih, većina borilačkih videoigara omogućuju igraču da izvrši posebne napade pomoću pritiskanja više tipki. Borilačke igre sliče, ali se i razlikuju od žanra beat 'em up koji sadrži velik broj antagonista.
Prva videoigra koja je sadržavala borbu šakama bila je Heavyweight Champ iz 1976. godine. Igre Karate Champ iz 1984. i The Way of the Exploding Fist iz 1985. godine su bile prve koje su popularizirale borilačke vještine, jedan na jedan. Također, 1985. godine, igra Yie Ar Kung-Fu sadržavala je antagoniste s različitim stilovima borbe, a igra iz 1987. godine Street Fighter je uvela posebne skrivene napade. Godine 1991., Capcomov vrlo uspješan Street Fighter II popularizirao je mnoge konvencije žanra. Borilačke igre su kasnije postale nadmoćan žanr za ostale konkurentne videoigre, sredinom 1990-ih, osobito kao arkade. Ovo razdoblje stvorilo je mnoge popularne videoigre uz Street Fighter, uključujući uspješne i duge serijale kao što su Mortal Kombat, Virtua Fighter i Tekken.